# Акрпала
Акрпала (*д/н —бл. 1167) —магараджахіраджа Гаріяни у 1128—1167 роках. Знаний також як Мукундпала (Маданпала) або Ананґпал III.

## Життєпис
Походив з династії Томар. Син магараджи Магіпали. Посів трон близько 1128 року. З 1130 року вимушен був знову відбивати численні напади ганевідських військ, які тривали до 1148 року, коли між Газневідами і Гурідами почалася війна.
Для Акрпали найбільш ворогом став Арнораджа Чаухан, магараджа Сакамбхарі, від якого війська Томар зазнали поразки. Ворог захопив землі в долині річки Калінді, проте Акрпала витримав потужну облогу в Лал Коті, внаслідок чого ворог вимушен був відступити.
Нова війна з Чаухан почалася близько 1151 року, коли новий магараджа Віграхараджа IV виступив проти Акрпали. 1152 року він зазнав поразки й визнав зверхність Чаухан. Можливо також видав заміж за Віграхараджу IV свою доньку Васантапалу. З огляду на це в легендах Чаухан поширено, що їх представник Прітхвірадж III успадкував Делі як зять Ананґпала (Акрпали). Насправді Томар лише перетворилися на їх васалів. втративши титул магараджахіраджи, ставши лише магараджею.
Близько 1155/1157 року втрутився у справи Гаґавадалів, можливо на боці ювараджи Асфотачандри проти брата Віджаячандри. За іншою версією це був звичайний прикордонний конфлікт. В будь-якому разі сторони замирилися, й Акрпала видав за Віджаячандру свою доньку. В цей же час зумів відвоювати фортецю Асіграх в Гурідів.
Близько 1164 року зазнав потужного нападу султана Хосров Маліка, опинившись в облозі в Лал Коті. Лише прихід на допомогу Віграхараджи IV врятував ситуацію.
Помер близько 1167 року. Йому спадкував син Прітхвіпала.